# Міжнародний день світлофора

Сигнали світлофора

Міжнаро́дний день світлофо́ра — відзначається у світі щорічно 5 серпня.

## Історія
Перший світлофор винайшов британець Джей Найт у 1868 році. 10 грудня 1868 року світлофор був встановлений у Лондоні біля Британського парламенту, який керувався вручну та мав лише два семафорних крила.
Попередник сучасних світлофорів був встановлений 5 серпня 1914 року в місті Клівленд (США), який також мав два крила — червоний і зелений сигнали.
Перший світлофор в Україні був встановлений в  Харкові у 1936 році.

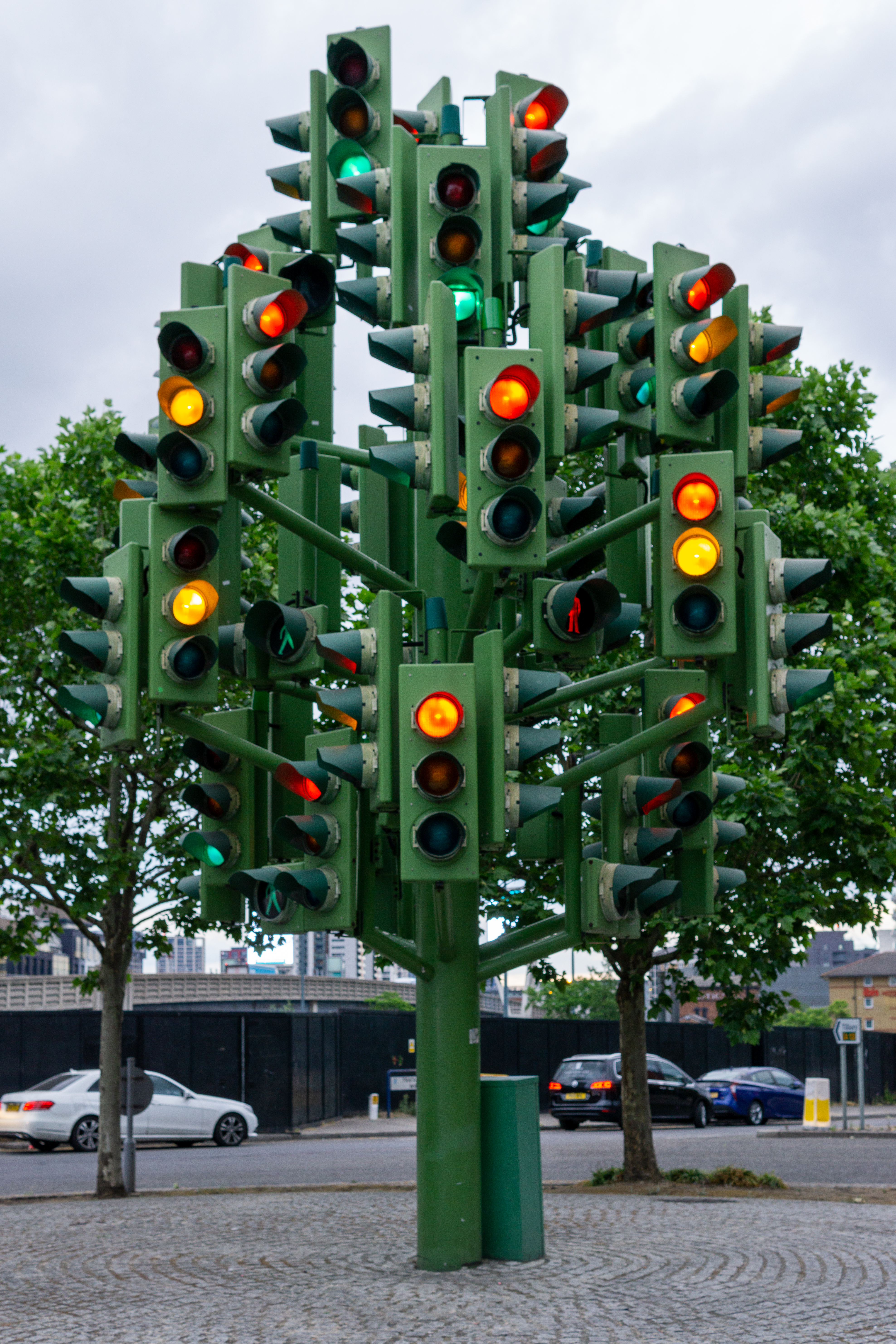
«Світлофорне дерево» французького скульптора П'єра Віванта, встановлене у 1998 році на кільцевій розв'язці Трафальгарської дороги біля ринку Біллінгсгейт

У 1998 році у Лондоні встановлене «Світлофорне дерево» (французького скульптора П'єра Віванта) на місці платану, який постраждав від забруднення. Спочатку передбачалося, що світло буде вмикатиметься, щоб відображати бурхливу активність на Лондонській фондовій біржі, але це виявилося занадто дорогим для реалізації.
Деякі автомобілісти спочатку були збентежені світлофорами, сприйнявши їх за справжні сигнали, незабаром скульптура стала улюбленою серед туристів та місцевих жителів. У 2005 році компанія «Saga Motor Insurance» замовила опитування британських автомобілістів про найкращі та найгірші кільцеві перехрестя у Великій Британії. У підсумку опитування безсумнівним фаворитом стало «Світлофорне дерево».